# Бучинський Дмитро Григорович
Дми́тро Григо́рович Бучи́нський (9 квітня 1913, с. Трибухівці, нині Гусятинського району Тернопільської області — 4 листопада 1963, м. Мадрид, Іспанія) — визначний громадсько-політичний діяч, український літературознавець, перекладач, бібліограф. Член-кореспондент УВАН, член НТШ. Вуйко (рідний брат матері Йосифи, до шлюбу Бучинської) і хресний батько відомої шістдесятниці Мирослави Зваричевської.

## Життєпис
Відзначався феноменальними здібностями, поступив відразу до другого гімназіального класу гімназії «Рідної школи» в Чорткові, навчався згодом у Дубні, Люблінському католицькому університеті, в УВУ (Мюнхен) захистив у 1948 році (під керівництвом відомого українського філософа Івана Мірчука) докторську дисертацію «Християнсько-філософський світогляд Тараса Шевченка» (опублікована у Лондоні), де вперше розглянуто творчість Т. Шевченка як християнського поета. Цю працю високо цінував і ставив у приклад патріарх кардинал Йосиф Сліпий.
З 1950 р. проживав в Іспанії. Працював у Центрі орієнтальних студій. У 1952—1963 рр. — головний редактор українського відділу Іспанського Національного радіо, де проявився блискучим журналістом. Автор численних статей та розвідок. Здобув славу як блискучий літературний критик,  автор новаторських літературознавчих досліджень про Григорія Сковороду, Тараса Шевченка ("Християнсько-філософська думка Тараса Г. Шевченка", 1962), Івана Франка ("Ivan Franko y la literatura espanola".- Madrid, 1953), Юрія Клена ("Юрій Клен в житті і творчості: доповідь".- Торонто, 1962 ), Наталени Королеви ("На шляхах і стежках життя Наталени Королевої".- Мюнхен; Мадрид, 1958) та інших українських письменників, глибоко  аналізував проблеми історії української церкви і культури,  (н-д: "Під маріїнським прапором: до історії українських чудотворних ікон", "Еспанський свідок нашої музичної культури".- Йорктон, 1958, "Pasado y presente del libro ucrainiano". - Toronto; Madrid, 1962). 
Був дуже плідним журналістом, автором численних статей. Друкувався в часописах "Сучасна Україна", "Українська думка" та інших переодичних виданнях часто під псевдонімом. Опублікував у пресі понад 2000 статей (багато з яких підписані псевдонімами), сприяв популяризації української літератури в Європі, іспаномовних країнах. Широко пропагував українську культуру в Іспанії, організовував численні виставки, що було можливо також завдяки дружнім стосункам із іспанською елітою. Організатор виставок української книжки у Національному музеї Мадрида. Перекладав з іспанської твори Х. Ортега-і-Гассе, Х.-Ґ. Нієто, Х.-М. Санчез-Сільви, В. Карредано, А. Лізона, Л. де Кастресана, Д. Бенавдалля, П. Бароха та інших. Переклав іспанською мовою "Слово о полку Ігоревім". Укладач бібліографічних покажчиків "Exposition de la obra impresa ucrainiana en el extrajero 1945–55. Catalogo" ("Виставка українського друку за кордоном 1945–55: Каталог", 1956), "Bibliografia ucraniana, 1945–61" ("Українська бібліографія, 1945–61", 1962; обидві видані у Мадриді; перевидані в Едмонтон, 1996). Брав участь у наукових конференціях з проблем українознавства. Брав участь у створенні крайових НТШ й осередків Товариства за кордоном (1949—1951), виступав на засіданнях із доповідями на культурологічні та літературознавчі теми. Підтримував контакти з багатьма організаціями, ієрархами церков, наук. установами, допомагав студентам, талановитій українській молоді на еміграції. 
Представник УВАН і Муж довір'я УХР на Іспанію. Від 1963 р. за пропозицією і на особисте запрошення Йосифа Сліпого призначений надзвичайним професором Українського католицького університету в Римі. Його життя обірвалося раптово в розквіті творчих сил.

## Праці
Автор книжок:
- Ivan Franko y la literatura espanola. — Madrid, 1953.
- Почитання Богоматері в Україні. — Н.-Й., 1954.
- Exposition de la obra impresa ucrainiana en el extrajero 1945—1955.
- Catalogo («Виставка українського друку за кордоном 1945–55: Каталог», 1956)
- Україна під марійським прапором. — Лондон, 1958.
- Еспанський свідок нашої музичної культури. — Йорктон, 1958
- На шляхах і стежках життя Наталени Королевої. — Мюнхен; Мадрид, 1958.
- Pasado y presente del libro ucrainiano. — Toronto; Madrid, 1962.
- Юрій Клен в житті і творчості: доповідь. — Торонто, 1962.
- Християнсько-філософська думка Тараса Г. Шевченка. — Мадрид-Лондон, 1962.
- Bibliografia ucraniana, 1945–61. — Мадрид, 1962.
- Українська бібліографія, 1945–61. — Мадрид, 1962.; перевид. — Едмонтон, 1996.

Опублікував у пресі понад 2000 статей (багато з яких підписані псевдонімами), сприяв популяризації української літератури в іспаномовних країнах. Перекладав з іспанської прози, укладач бібліографічних покажчиків. Організатор виставок української книжки у Національному музеї Мадрида.